# Pflaumentoffel

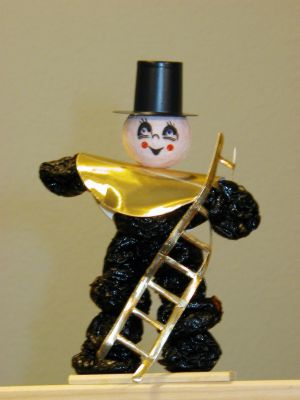
Pflaumentoffel

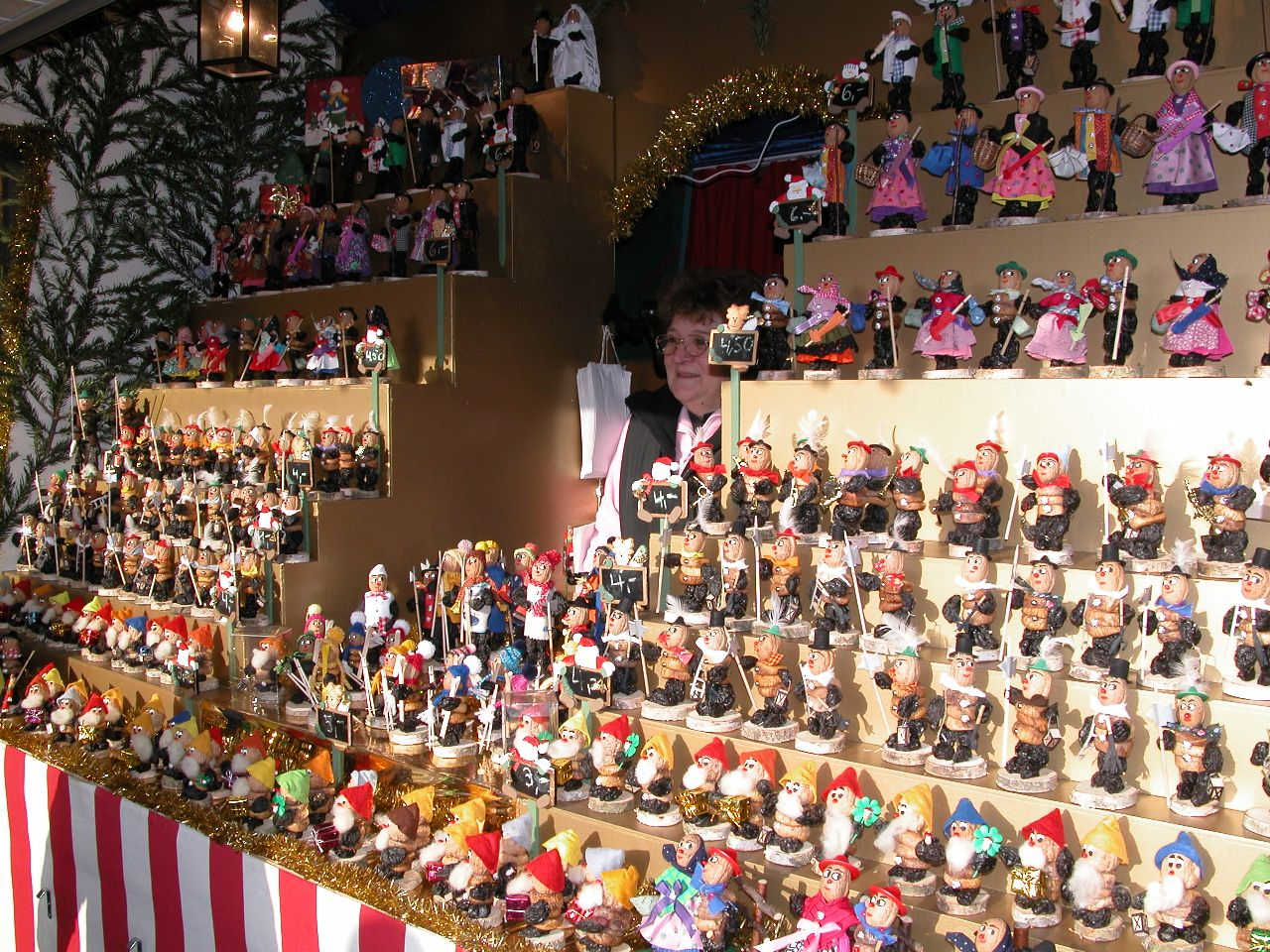
Zwetschgenmännla på Nürnbergs julmarknad.

Pflaumentoffel (av "pflaume", plommon, och "feuerteufel", elddjävul, en variant är känd som Zwetschgenmännla eller Zwetschgenmännchen) är en människoliknande figur av torkade plommon, och även andra material, som säljs i Tyskland, huvudsakligen kring julen.
Den ursprungliga formen föreställer en sotare och består av 14 torkade plommon som sammanlänkas med träpinnar, en papperskula som huvud, en cylinderhatt av papper samt en mantel och en stege av papper överdraget med metallfolie. Figuren salufördes först på Dresdens julmarknad (Dresdner Striezelmarkt) och blev sedan populär i hela Tyskland.
Den historiska förebilden var sju- eller åttaåriga pojkar, vanligen föräldralösa barn, som arbetade som sotare. Tillstånd till detta tidiga barnarbete gavs 1653 av det sachsiska furstendömet. Pojkarna klättrade genom Dresdens smala skorstenar för att rensa dem. Den tidigaste källan som berättar om Pflaumentoffel på julmarknader är från 1801. Figuren salufördes under 1800-talet på julmarknader i Dresden och Erzgebirge oftast av barn med en låda på magen.
Varianten som kallas Zwetschgenmännla (sviskongubbe) har en bål av fikon och ett huvud av valnöt, och armar och ben av sviskon. Figuren hålls ihop av metalltråd. Tidigare former hade en spetsig hatt på huvudet och en låda på magen men idag är de vanligen klädda i tygrester. Zwetschgenmännla förekommer inte bara som sotare utan som vilket yrke som helst och förstås även som kvinna (Zwetschgenweibla). Den säljs främst på Nürnbergs julmarknad (Nürnberger Christkindlesmarkt) men den hittas även på andra julmarknader i Franken och övriga Bayern samt i Österrike. Figuren är cirka 15 cm hög.
Pflaumentoffels ursprungliga betydelse är inte känd för de flesta tyskarna och figuren betraktas idag främst som lyckosymbol liksom äkta sotare.
I sällsynta fall används ordet Pflaumentoffel som skällsord i betydelsen klant eller pucko.